# Cnaphalocrocis amelokalis
Cnaphalocrocis amelokalis là một loài bướm đêm trong họ Crambidae.